# 舎人吉年
舎人吉年（とねりのきね/えとし/よしとし、生没年不詳）は、飛鳥時代の女官・歌人。名の吉年は、「きね」「えとし」「よしとし」などの読み方がある。
舎人氏の出身の女官。天智天皇10年（671年）12月、天智天皇の大殯（おおあらき）のときに額田王らと共に挽歌を詠む（『万葉集』2-152）。また田部櫟子（たべのいちいこ）という人物が大宰府に赴任する際に別れを惜しむ歌を贈っていることから、彼と親密な関係にあったと考えられる（『万葉集』4-492）。
- やすみしし我ご大君の大御船待ちか恋ふらむ志賀の辛崎（万葉集2-152）
- 衣手に取りとどこほり泣く子にもまされる我を置きて如何にせむ（万葉集4-492）